# Basketbol'nyj klub Nadežda Orenburg
Il Basketbol'nyj klub Nadežda Orenburg (in russo Баскетбольный клуб Надежда Оренбург?) è una società femminile di pallacanestro di Orenburg fondata nel 1994.